# Jérôme Leroy (football)
Pour les articles homonymes, voir Leroy et Jérôme Leroy.
Jérôme Leroy, né le 4 novembre 1974 à Béthune en France, est un footballeur français qui évolue au poste de milieu offensif.

## Biographie
Jérôme Leroy débute à Béthune avant d'intégrer la filière des amateurs du Paris SG, puis d'entrer au centre de formation, en junior 1.

### Débuts professionnels au Stade lavallois
En mai 1995, après une saison où il a marqué dix buts en N2 avec l'équipe réserve du Paris SG, dans un rôle d'attaquant, il est mis à l'essai par le Stade lavallois (D2) lors d'un match amical face au Racing à Nanterre. Il séduit l'entraîneur lavallois Denis Troch et le PSG consent à un prêt d'un an. Il effectue une saison pleine avec les Tango (39 matchs et quatre buts), suffisante pour intégrer le onze des meilleurs joueurs de l’histoire du club. Lors de cette saison 1995-1996 où les Mayennais échouent de peu aux portes de la première division, il est également sélectionné en équipe de France de D2 (réservée à des joueurs âgés de moins de 23 ans) par Roger Lemerre.
En mai 1996 il intègre le bataillon de Joinville et connaît une sélection en équipe de France militaire.

### Premières saisons en D1 avec le PSG
De retour à Paris pour la saison 1996-1997, il joue régulièrement au cœur d'un milieu de terrain riche en talents avec notamment Paul Le Guen, Vincent Guérin, Leonardo et Raí. En demi-finale de la Coupe des coupes, il inscrit un but important face à Liverpool. Le 14 mai 1997, il est titulaire lors de la finale de la Coupe des coupes perdue contre le FC Barcelone.
La saison 1997-1998 s'inscrit dans la continuité de sa première saison parisienne réussie. Il dispute de nombreux matchs et se distingue en marquant en Ligue des champions face au Bayern Munich. Paris réalise un doublé Coupe de France-Coupe de la Ligue.
L'exercice 1998-1999 est plus délicat, avec notamment une élimination précoce au premier tour de la Coupe des Coupes face au Maccabi Haifa. Leroy ne parvient pas à s'imposer comme un titulaire indiscutable.

### Passage à Marseille
La saison suivante, avec l’arrivée à son poste d'Ali Benarbia, Leroy est remplaçant et, à la trêve, il part rejoindre l'Olympique de Marseille en échange de Kaba Diawara. Il s'impose rapidement et marque l'unique but marseillais lors de la déroute en Ligue des Champions contre la Lazio Rome (5-1 score final). Après une saison 2000-2001 prometteuse, le joueur quitte la Provence en janvier 2002 et retourne au PSG.

### Retour à Paris
En 2002-2003, il est un titulaire à part entière, entouré de joueurs talentueux comme Gabriel Heinze, Mauricio Pochettino ou encore Ronaldinho. Lors d'un déplacement à Marseille, il inscrit un doublé lors d'une victoire historique (0-3). Leroy est titulaire dès son retour. Pour sa deuxième rencontre, contre le FC Lorient, il réussit un doublé. Sa demi-saison de retour est bonne, ternie seulement par une expulsion contre le FC Nantes.

### Période d'instabilité
Arrivé à Guingamp comme joker, il termine quatorzième au classement des étoiles du magazine France Football, devançant le Brésilien Juninho. À la fin de l'année 2003, Les Cahiers du football l'avaient sélectionné pour le Ballon de plomb. 
Le RC Lens s’intéresse alors à lui, et le fait venir dans le Nord, où il s'impose comme une valeur sûre de la Ligue 1. En août 2005 il reçoit le trophée UNFP du meilleur joueur de Ligue 1, juste récompense après le tonitruant début de saison des Nordistes.
En janvier 2006 il rejoint Luis Fernandez au Betar Jerusalem, où il reste six mois.
Il fait son retour en France à Sochaux. Coaché par Alain Perrin, il remporte la Coupe de France en 2007.

### Quatre saisons au Stade rennais
Il retourne en Bretagne en 2007, au Stade rennais. En octobre 2007 il remporte le trophée UNFP du joueur du mois. Au terme de sa première saison, il termine meilleur passeur de Ligue 1, devant Samir Nasri. Son but face à Lens en mars 2008 lui vaut d'être nommé pour le trophée UNFP du but de l'année. Il se fait remarquer le 28 août 2008 en réalisant un doublé contre le Stabæk Fotball, lors d'un match de qualification pour la Coupe UEFA. Ses deux buts permettent à Rennes de s'imposer (2-0 score final). En 2010 il termine sur le podium du Ballon d'eau fraîche. Fin mai 2011, le Stade rennais annonce qu'il se sépare de Leroy, dont le contrat n'est pas prolongé.

### Fin de carrière
Il signe, début juillet, un contrat d'un an en faveur d'Évian Thonon Gaillard, club promu en Ligue 1, et annonce qu'il s'agit de sa dernière saison professionnelle. Légèrement blessé et non retenu par Bernard Casoni puis Pablo Correa, Leroy est contraint de s'entraîner avec l'équipe réserve du club savoyard jusqu'à début mars 2012. Le 6 mars, il fait son retour sur les pelouses de Ligue 1 lors du match décalé de la 23e journée face à l'Olympique de Marseille. Il se distingue en marquant un doublé en cinq minutes. Ovationné lors de sa sortie à la 66e minute, ses deux buts offrent la victoire à Évian Thonon Gaillard (2-0). Le 23 mai 2012, le club savoyard annonce que le contrat de Leroy, qui court jusqu'au 30 juin, n'est pas prolongé.
Le 28 décembre 2012, Jérôme Leroy annonce officiellement la fin de sa carrière de footballeur professionnel. Le 29 juin 2013, il sort de sa retraite en s'engageant pour le club d'Istres.
Le 21 août 2014, il décide de s'engager pour une saison avec Le Havre. Mais contre toute attente après douze matchs et deux buts, il quitte le club car le projet du président Christophe Maillol n'est plus d'actualité. Il s'engage chez un mal classé durant le mercato hivernal : LB Châteauroux , mais l'aventure tourne court. Durant le mois de mars 2015, il se blesse à la cheville et arrête sa carrière pour prendre le poste de conseiller du président de La Berrichonne.
En 2017, So Foot le classe parmi les 50 joueurs qui ont marqué l'histoire du Paris SG. En 2022, le magazine le classe dans le top 1000 des meilleurs joueurs du championnat de France, à la 289e place.

### Vie personnelle
Son fils, Léo Leroy, est également footballeur professionnel.

## Statistiques
Ce tableau présente les statistiques de Jérôme Leroy,.
| Saison                | Club                   | Championnat           | Championnat | Championnat | Coupe nationale | Coupe nationale | Coupe de la Ligue | Coupe de la Ligue | Supercoupe | Supercoupe | Compétition(s) continentale(s) | Compétition(s) continentale(s) | Compétition(s) continentale(s) | Supercoupe UEFA | Supercoupe UEFA | Total | Total |
| Saison                | Club                   | Division              | M.          | B.          | M.              | B.              | M.                | B.                | M.         | B.         | Comp.                          | M.                             | B.                             | M.              | B.              | M.    | B.    |
| 1995-1996             | Stade lavallois (prêt) | Division 2            | 39          | 4           | 3               | 1               | 1                 | 0                 | -          | -          | -                              | -                              | -                              | -               | -               | 43    | 5     |
| 1996-1997             | Paris Saint-Germain    | Division 1            | 21          | 0           | 2               | 0               | -                 | -                 | -          | -          | C2                             | 8                              | 1                              | 2               | 0               | 33    | 1     |
| 1997-1998             | Paris Saint-Germain    | Division 1            | 24          | 1           | 3               | 0               | -                 | -                 | -          | -          | C1                             | 7                              | 1                              | -               | -               | 34    | 2     |
| 1998-1999             | Paris Saint-Germain    | Division 1            | 21          | 1           | 2               | 0               | 3                 | 0                 | 1          | 0          | C2                             | 1                              | 0                              | -               | -               | 28    | 1     |
| 1999-2000             | Paris Saint-Germain    | Division 1            | 7           | 0           | -               | -               | -                 | -                 | -          | -          | -                              | -                              | -                              | -               | -               | 7     | 0     |
| Sous-total            | Sous-total             | Sous-total            | 73          | 2           | 7               | 0               | 3                 | 0                 | 1          | 0          | -                              | 16                             | 2                              | 2               | 0               | 102   | 4     |
| 2000                  | Olympique de Marseille | Division 1            | 11          | 2           | 2               | 0               | 1                 | 0                 | -          | -          | C1                             | 4                              | 1                              | -               | -               | 18    | 3     |
| 2000-2001             | Olympique de Marseille | Division 1            | 29          | 4           | 1               | 0               | -                 | -                 | -          | -          | -                              | -                              | -                              | -               | -               | 30    | 4     |
| 2001-2002             | Olympique de Marseille | Division 1            | 7           | 1           | 1               | 0               | 2                 | 0                 | -          | -          | -                              | -                              | -                              | -               | -               | 10    | 1     |
| Sous-total            | Sous-total             | Sous-total            | 47          | 7           | 4               | 0               | 3                 | 0                 | 0          | 0          | -                              | 4                              | 1                              | 0               | 0               | 58    | 8     |
| 2002                  | Paris Saint-Germain    | Division 1            | 11          | 2           | 3               | 0               | 2                 | 0                 | -          | -          | -                              | -                              | -                              | -               | -               | 16    | 2     |
| 2002-2003             | Paris Saint-Germain    | Ligue 1               | 33          | 5           | 6               | 0               | 1                 | 0                 | -          | -          | C3                             | 4                              | 0                              | -               | -               | 44    | 5     |
| 2003                  | Paris Saint-Germain    | Ligue 1               | 4           | 1           | -               | -               | -                 | -                 | -          | -          | -                              | -                              | -                              | -               | -               | 4     | 1     |
| Sous-total            | Sous-total             | Sous-total            | 48          | 8           | 9               | 0               | 3                 | 0                 | 0          | 0          | -                              | 4                              | 0                              | 0               | 0               | 64    | 8     |
| 2003-2004             | EA Guingamp            | Ligue 1               | 28          | 5           | -               | -               | 1                 | 0                 | -          | -          | -                              | -                              | -                              | -               | -               | 29    | 5     |
| 2004-2005             | RC Lens                | Ligue 1               | 31          | 3           | 2               | 0               | 2                 | 0                 | -          | -          | -                              | -                              | -                              | -               | -               | 35    | 3     |
| 2005                  | RC Lens                | Ligue 1               | 15          | 0           | -               | -               | 1                 | 0                 | -          | -          | CI+C3                          | 6+2                            | 0+0                            | -               | -               | 24    | 0     |
| Sous-total            | Sous-total             | Sous-total            | 46          | 3           | 2               | 0               | 3                 | 0                 | 0          | 0          | -                              | 8                              | 0                              | 0               | 0               | 59    | 3     |
| 2006                  | Betar Jérusalem        | Ligat Toto            | 15          | 2           | -               | -               | -                 | -                 | -          | -          | -                              | -                              | -                              | -               | -               | 15    | 2     |
| 2006-2007             | FC Sochaux-Montbéliard | Ligue 1               | 30          | 3           | 5               | 1               | 1                 | 0                 | -          | -          | -                              | -                              | -                              | -               | -               | 36    | 4     |
| 2007-2008             | Stade rennais FC       | Ligue 1               | 31          | 6           | 1               | 0               | 1                 | 0                 | -          | -          | C3                             | 5                              | 2                              | -               | -               | 38    | 8     |
| 2008-2009             | Stade rennais FC       | Ligue 1               | 30          | 0           | 5               | 0               | 1                 | 0                 | -          | -          | CI+C3                          | 2+4                            | 0+2                            | -               | -               | 42    | 2     |
| 2009-2010             | Stade rennais FC       | Ligue 1               | 32          | 5           | 2               | 0               | 1                 | 0                 | -          | -          | -                              | -                              | -                              | -               | -               | 35    | 5     |
| 2010-2011             | Stade rennais FC       | Ligue 1               | 34          | 2           | 2               | 2               | 1                 | 0                 | -          | -          | -                              | -                              | -                              | -               | -               | 37    | 4     |
| Sous-total            | Sous-total             | Sous-total            | 127         | 13          | 10              | 2               | 4                 | 0                 | 0          | 0          | -                              | 11                             | 4                              | 0               | 0               | 152   | 19    |
| 2011-2012             | Évian Thonon Gaillard  | Ligue 1               | 19          | 4           | -               | -               | 1                 | 0                 | -          | -          | -                              | -                              | -                              | -               | -               | 20    | 4     |
| 2012-2013             | Sans club              | -                     | -           | -           | -               | -               | -                 | -                 | -          | -          | -                              | -                              | -                              | -               | -               | 0     | 0     |
| 2013-2014             | FC Istres              | Ligue 2               | 35          | 8           | 3               | 0               | 1                 | 0                 | -          | -          | -                              | -                              | -                              | -               | -               | 39    | 8     |
| 2014-2015             | Le Havre AC            | Ligue 2               | 12          | 2           | -               | -               | -                 | -                 | -          | -          | -                              | -                              | -                              | -               | -               | 12    | 2     |
| 2015                  | LB Châteauroux         | Ligue 2               | 5           | 0           | -               | -               | -                 | -                 | -          | -          | -                              | -                              | -                              | -               | -               | 5     | 0     |
| Total sur la carrière | Total sur la carrière  | Total sur la carrière | 524         | 61          | 43              | 4               | 21                | 0                 | 1          | 0          | -                              | 43                             | 7                              | 2               | 0               | 634   | 72    |

## Palmarès

### En club
Avec le Paris SG, il est finaliste de la Supercoupe de l'UEFA 1996 mais battu très largement par la Juventus et finaliste de la Coupe des Coupes 1997, battu par le FC Barcelone. Il remporte également la coupe de la Ligue 1998 face aux Girondins de Bordeaux et le Trophée des champions 1998 en battant le Racing Club de Lens.
En Coupe de France, il participe à la finale à quatre reprises en remportant la compétition en 1998 avec le Paris SG et en 2007 avec le FC Sochaux, mais en perdant la finale en 2003 avec le PSG et de nouveau en 2009 avec le Stade rennais.

### Récompense individuelle
- Trophée du joueur du mois de Ligue 1 UNFP en août 2005.
- Trophée du joueur du mois de Ligue 1 UNFP en octobre 2007
- Meilleur passeur de Ligue 1 en 2008 (dix passes).